# Francisco I. Madero, Córdoba
Francisco I. Madero är en ort i Mexiko.   Den ligger i kommunen Córdoba och delstaten Veracruz, i den sydöstra delen av landet, 240 km öster om huvudstaden Mexico City. Francisco I. Madero ligger 1 004 meter över havet och antalet invånare är 184.
Terrängen runt Francisco I. Madero är huvudsakligen kuperad, men åt sydväst är den platt. Runt Francisco I. Madero är det tätbefolkat, med 570 invånare per kvadratkilometer. Närmaste större samhälle är Córdoba, 5,8 km söder om Francisco I. Madero. Trakten runt Francisco I. Madero består till största delen av jordbruksmark.